# Kodiyala Karenahalli, Ramanagara
Kodiyala Karenahalli là một làng thuộc tehsil Ramanagara, huyện Ramanagara, bang Karnataka, Ấn Độ.